# Khu học chánh Đặc khu Columbia

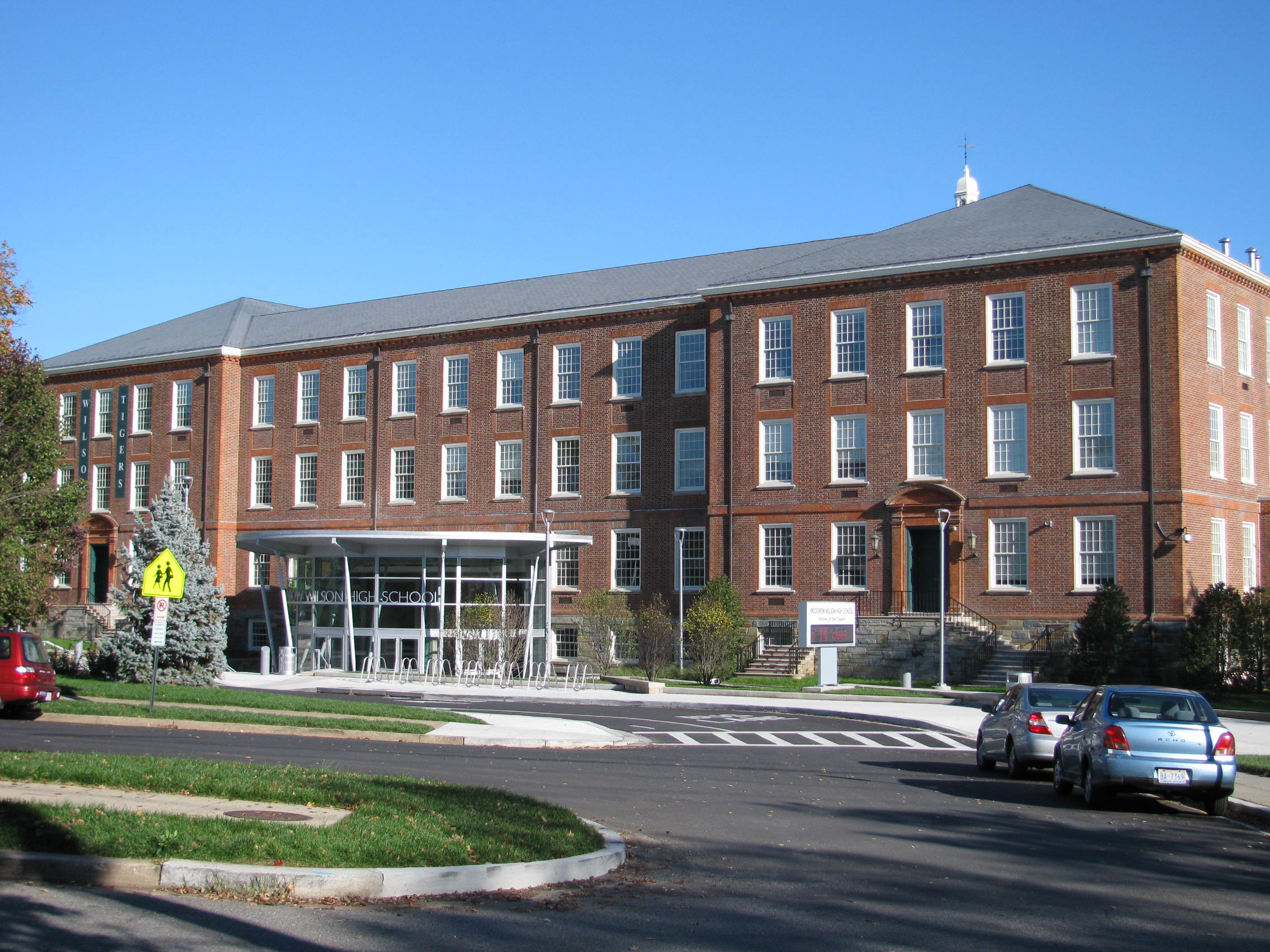
Woodrow Wilson High School

Khu học chính Đặc khu Columbia (tiếng Anh: District of Columbia Public Schools) là một học khu tại Đặc khu Columbia, Hiệp chúng quốc Hoa Kỳ.
Khu học chính Đặc khu Columbia bao gồm trên 139 trong số 238 trường tiểu học và trung học công và các trung tâm học tập nằm ở Washington, DC. Những trường này gồm có các trường trước mẫu giáo đến lớp mười hai. Đến trường là bắt buộc đối với học sinh độ tuổi từ 5-18 tuổi trong khu học chính này, với độ tuổi phải nhập trường mẫu giáo từ 5 tuổi được quy định từ năm 2000. Đa số các trường thuộc quản lý của DCPS có một ngày bắt đầu mùa thu trong khoảng thời gian từ ngày 18 tháng 8 và ngày 04 tháng 9, và một ngày học kéo dài 6 giờ (trừ trường mẫu giáo nửa ngày).
Thành phần dân tộc của học sinh ghi danh vào năm 2012 là 72% là người Mỹ gốc Phi da đen, 14% là người gốc Tây Ban Nha-Bồ Đào Nha (của bất kỳ chủng tộc), 10% trắng, và 4% các chủng tộc khác. Đặc khu có dân số gồm 42% là người da trắng, 51% da đen và 10% là người gốc Tây Ban Nha-Bồ Đào Nha (thuộc bất kỳ chủng tộc nào). Gentrification và những thay đổi nhân khẩu học trong nhiều khu phố DC đã tăng tỷ lệ người da trắng và gốc Tây Ban Nha-Bồ Đào Nha trong thành phố, trong khi dân da đen sụt giảm dân số. Trong năm 2008, DCPS có tỷ lệ 84,4% người đen, 9,4% là người gốc Tây Ban Nha-Bồ Đào Nha (của bất kỳ chủng tộc nào), 4,6% da trắng, và 1,6% của các chủng tộc khác.